# Équipe d'Inde de Coupe Davis
L'équipe d'Inde de Coupe Davis représente l'Inde à la Coupe Davis. Elle est placée sous l'égide de la Fédération indienne de tennis.

## Historique
Créée en 1921, l'équipe d'Inde de Coupe Davis a été trois fois finaliste de l'épreuve en 1966, 1974, et 1987.

## Joueurs de l'équipe
Les chiffres indiquent le nombre de victoires-défaites
- Rohan Bopanna (18-23)
- Leander Paes (90-35)
- Somdev Devvarman (14-11)
- Yuki Bhambri (12-5)
- Saketh Myneni (4-3)
- Ramkumar Ramanathan (5-3)